# Degerfors IF

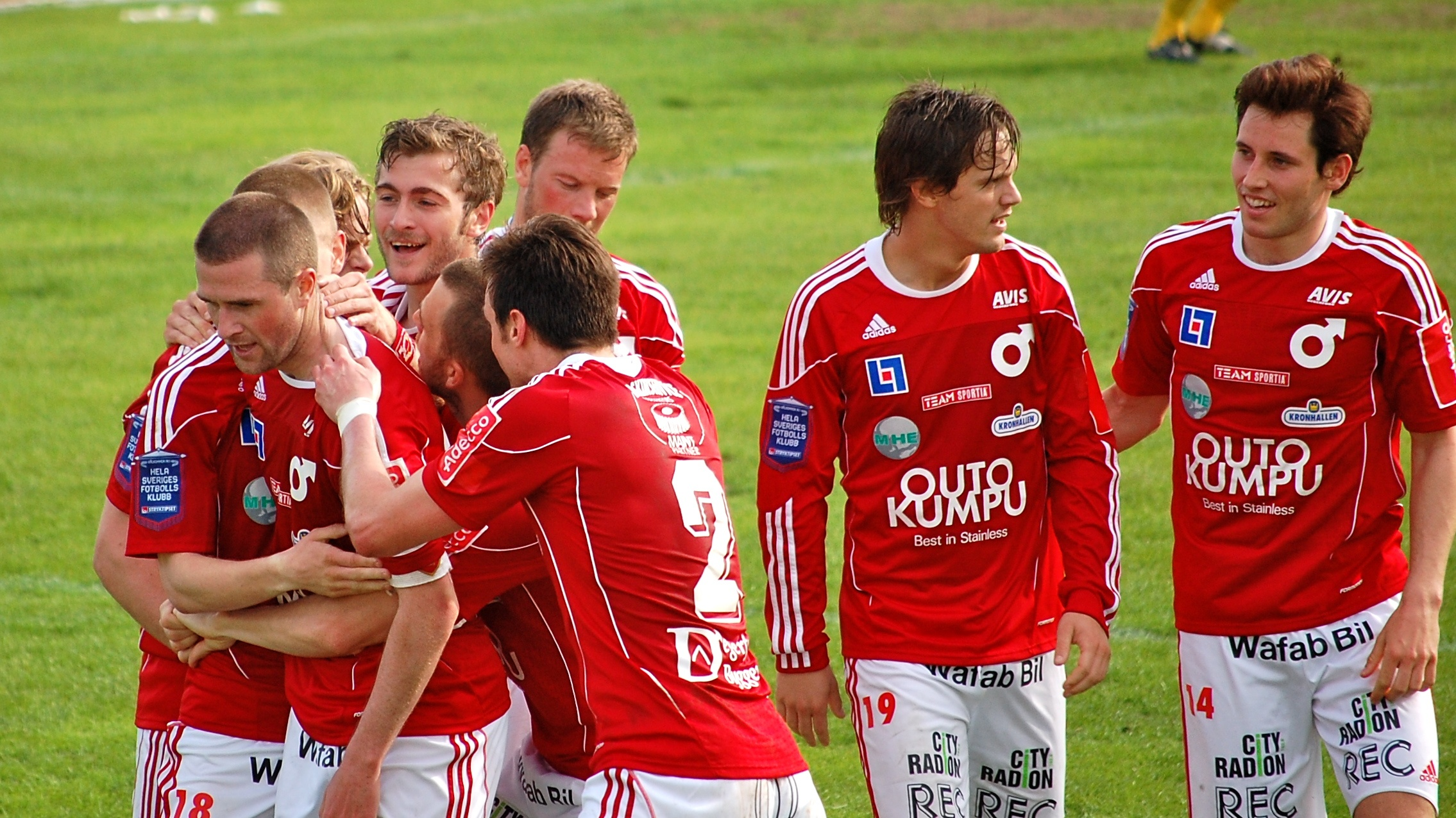
El Degerfors en la Superettan de 2010 celebrando un gol.

El Degerfors IF es un equipo de fútbol de Suecia que milita en la Allsvenskan, la liga de fútbol más importante del país.

## Historia
Fue fundado en el año 1907 en la ciudad de Degerfors y jugó en la Allsvenskan por primera vez en la Temporada de 1939 y desde 1966 aparecía regularmente en la luga, aunque en años recientes eso ha cambiado. Nunca ha sido campeón de Liga, pero ha sido subcampeón 2 veces y su título más importante ha sido la Copa de Suecia ganada en 1992/93 ante el Landskrona BoIS.
A nivel internacional ha participado en 1 torneo continental, en la Recopa de Europa de Fútbol de 1993/94, en la que fue eliminado en la Primera Ronda por el AC Parma de Italia.

## Palmarés
- Allsvenskan: 0
  - Sub-Campeón: 2

1940–41, 1963
- Superettan: 1

2024
- Division 1 Norra: 1

2009
- Copa de Suecia: 1

1992–93

## Participación en competiciones de la UEFA

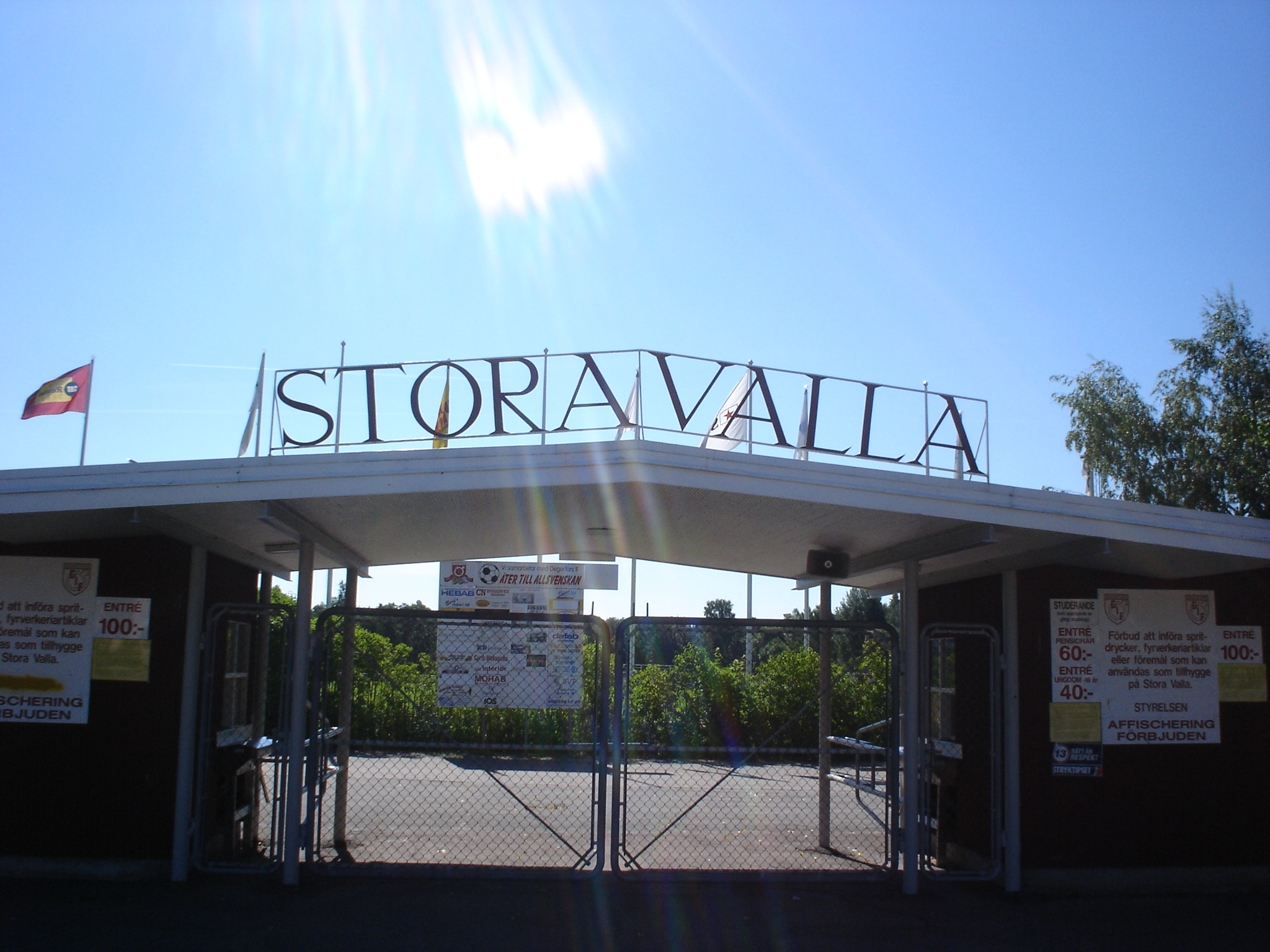
Estadio Stora Valla

| Temporada | Torneo                     | Ronda          | Club             | Casa | Visita | Global |
| --------- | -------------------------- | -------------- | ---------------- | ---- | ------ | ------ |
| 1993/94   | Recopa de Europa de fútbol | Clasificatoria | Sliema Wanderers | 3-0  | 3-1    | 6-1    |
| 1993/94   | Recopa de Europa de fútbol | 1              | Parma FC         | 1-2  | 0-2    | 1-4    |

## Jugadores

### Jugadores destacados

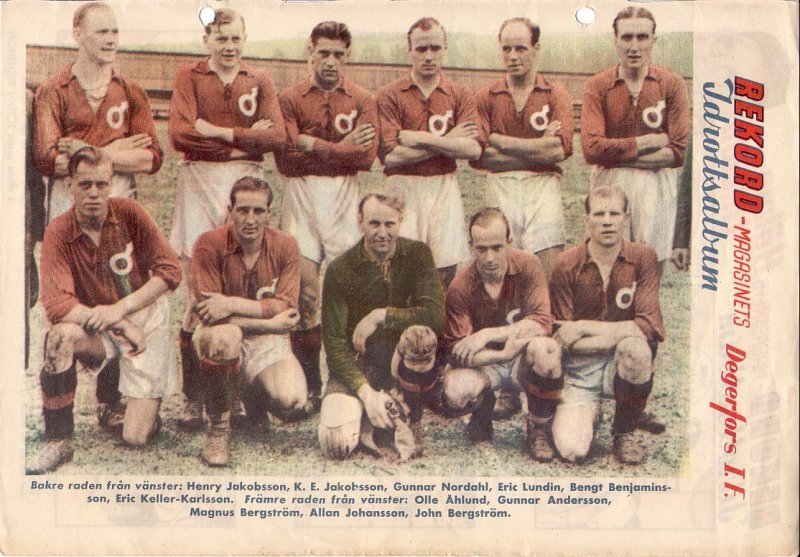
Degerfors en la Allsvenskan de 1942–43

- Daniel Mendes
- Mano García
- Milenko Vukčević
- Duško Radinović
- Slobodan Pavković
- Andreas Andersson
- Jan Aronsson
- Leif Aronsson
- Ralf Edström
- Sven-Göran Eriksson
- Tord Grip
- Lars Heineman
- Emil Johansson
- Olof Mellberg
- Bertil Nordahl
- Gunnar Nordahl
- Thomas Nordahl
- Ulf Ottosson
- Marino Rahmberg
- Ola Toivonen
- Jimmy Andersson
- Olle Åhlund

## Entrenadores
- Arnold Andersson-Tagner (1936–37)
- István Wampetits (1937–44)
- Einar Skeppstedt (1945–47)
- Edmund Crawford (1948–49)
- Karl-Erik Jakobsson (1950)
- Imre Markos (1951–53)
- Olle Åhlund (1957-59)
- Gunnar Nordahl (1961–64)
- Olle Åhlund (1970)
- Curt Edenvik (1975)
- Tord Grip (1976)
- Sven-Göran Eriksson (1977–78)
- Dave Mosson (1983–85)
- Sören Cratz (1990–92)
- Börje Andersson (1993)
- Erik Hamrén (1994)
- Sören Cratz (1995–96)
- Bosse Nilsson (1997)
- Örjan Glans (1998)
- Kenneth Norling (1999–2001)
- Dave Mosson (2002–04)
- Tony Gustavsson (2005–06)
- Mark Selmer (2007)
- Milenko Vukcevic (2007)
- Jan Stahre (2008)
- Patrik Werner (2008-2016)[2]
- Stefan Jacobsson (2016–2019)
- Tobias Solberg y  Andreas Holmberg (2020–)